# Aegidius Johann Peter Joseph Scheuren
Aegidius Johann Peter Joseph Scheuren (* 27. März 1774 in Aachen; † 7. Juni 1844 ebenda) war ein deutscher Maler und Lithograf.

## Leben und Wirken
Scheuren war nach seiner Ausbildung als Zeichenlehrer an der höheren Töchterschule St. Leonhard tätig. Im Jahr 1825 annoncierte er in der Rheinischen Flora für seine Lithografien der architektonischen Sehenswürdigkeiten Aachens, deren Subskriptionspreis 18 Silbergroschen betrug. Im Spätsommer 1837 präsentierte er eine Flussansicht auf der ersten zeitgenössischen Gemälde-Ausstellung im Aachener Rathaus. Sein Œuvre umfasst Porträts, Veduten und Landschaften.
Aegidius Scheuren war verheiratet mit der Aachenerin Maria Magdalena Schavoir, mit der er den Sohn Johann Kaspar Nepomuk Scheuren hatte, welcher ebenfalls ein bekannter Maler wurde.

## Werke (Auswahl)
- 1807: Bischof Markus Antonius Berdolet, Porträt, Suermondt-Museum Aachen
- 1824: Wilhelm Smets, Porträt-Zeichnung für das Titelbild des 1824 veröffentlichten Gedichtbandes An meine Mutter, als ich sie in den Herbstferien dieses Jahres in Wien besuchte
- 1825 f.: Veduten von Aachen und Umgebung in Aquarell und als Lithografie:
  - Die Münsterkirche, Lithografie des Aachener Doms
  - Das Rathhaus, Lithografie des Aachener Rathauses
  - Das neue Schauspielhaus, Lithografie des Theater Aachen
  - Der neue Mineralbrunnen, Lithografie des Elisenbrunnens
  - Die Feierlichkeit der Monarchen am 18. Oktober 1818 vor St. Adalbertsthor, Lithografie des Aachener Kongresses